# Bolesławiec (gmina, Łódź)
Pour les articles homonymes, voir Bolesławiec (homonymie).
Bolesławiec est une gmina rurale du powiat de Wieruszów, Łódź, dans le centre de la Pologne. Son siège est le village de Bolesławiec, qui se situe environ 12 km au sud de Wieruszów et 110 km au sud-ouest de la capitale régionale Łódź.
La gmina couvre une superficie de 64,58 km2 pour une population de 4 116 habitants.

## Géographie
La gmina inclut les villages de Bolesławiec, Bolesławiec-Chróścin, Chobot, Chotynin, Chróścin, Chróścin-Młyn, Chróścin-Zamek, Gola, Kamionka, Koziołek, Krupka, Mieleszyn, Piaski, Podbolesławiec, Podjaworek, Stanisławówka, Wiewiórka et Żdżary.
La gmina borde les gminy de Byczyna, Czastary, Łęka Opatowska, Łubnice et Wieruszów.